# اورت ۱۴۵۹۳
سیارک ۱۴۵۹۳ (به انگلیسی: 14593 Everett، نامگذاری:1998SA26) چهارده هزار و پانصد و نود و سومین سیارک کشف شده‌است که در ۲۲ سپتامبر ۱۹۹۸ کشف شد.
قدر مطلق سیارک برابر ۱۲.۹ است.